# Família Flora

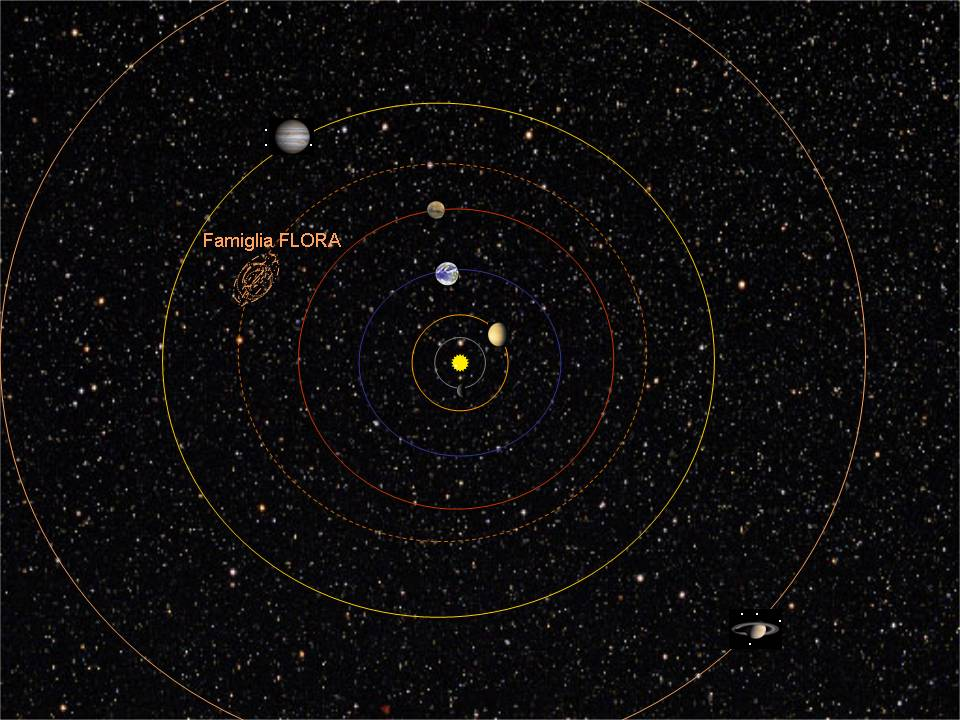
Localização da família Flora

A família Flora de asteroides foi estabelecida pelo professor Kiyotsugu Hirayama da astronomia na Universidade Imperial de Tóquio.
A família Flora de asteroides pode ser a fonte do objeto que impacto com a Terra no fim do Cretáceo, há aproximadamente 65 milhões de anos, que criou a cratera de Chicxulub, o provável culpado na extinção dos dinossauros.

## Características
A família Flora é formada pelos asteroides com as seguintes características:
- 2,1 < a < 2,3 (sendo a el semieixo maior da órbita)
- i < 11 (sendo i la inclinação da órbita)

Os membros desta família podem ter sido originados pela fragmentação de um único objeto, o que poderia ser o asteroide maior, o Flora, que dá nome à família. Estão localizados perto da borda interna do cinturão principal, a uma distância média de 2,2 UA. Todos os membros desta família são separados do cinturão principal por uma das Lacunas de Kirkwood.
Uma parte notável do corpo do asteroide-mão foi perdido pela família desde o impacto inicial, provavelmente por causa de eventos subsequentes, tais como colisões secundárias. Por exemplo, estima-se que 8 Flora contém apenas cerca de 57% da massa do corpo-mãe, mas cerca de 80% da massa da família atual.
951 Gaspra, um membro central da família foi visitado pela sonda Galileo em sua trajetória com destino ao planeta Júpiter, é um dos asteroides mais estudados. Os estudos sobre Gaspra sugerem que a idade da família é da ordem de 200 milhões de anos (de acordo com a densidade das crateras) e o corpo principal foi pelo menos parcialmente diferenciado (a partir de alta abundância em olivina).

## Grandes asteroides que compõem a família
- 8 Flora
- 244 Sita
- 291 Alice
- 315 Constantia
- 341 California
- 352 Gisela
- 428 Monachia
- 453 Tea
- 496 Gryphia
- 553 Kundry
- 763 Cupido
- 841 Arabella
- 951 Gaspra